# Ueß

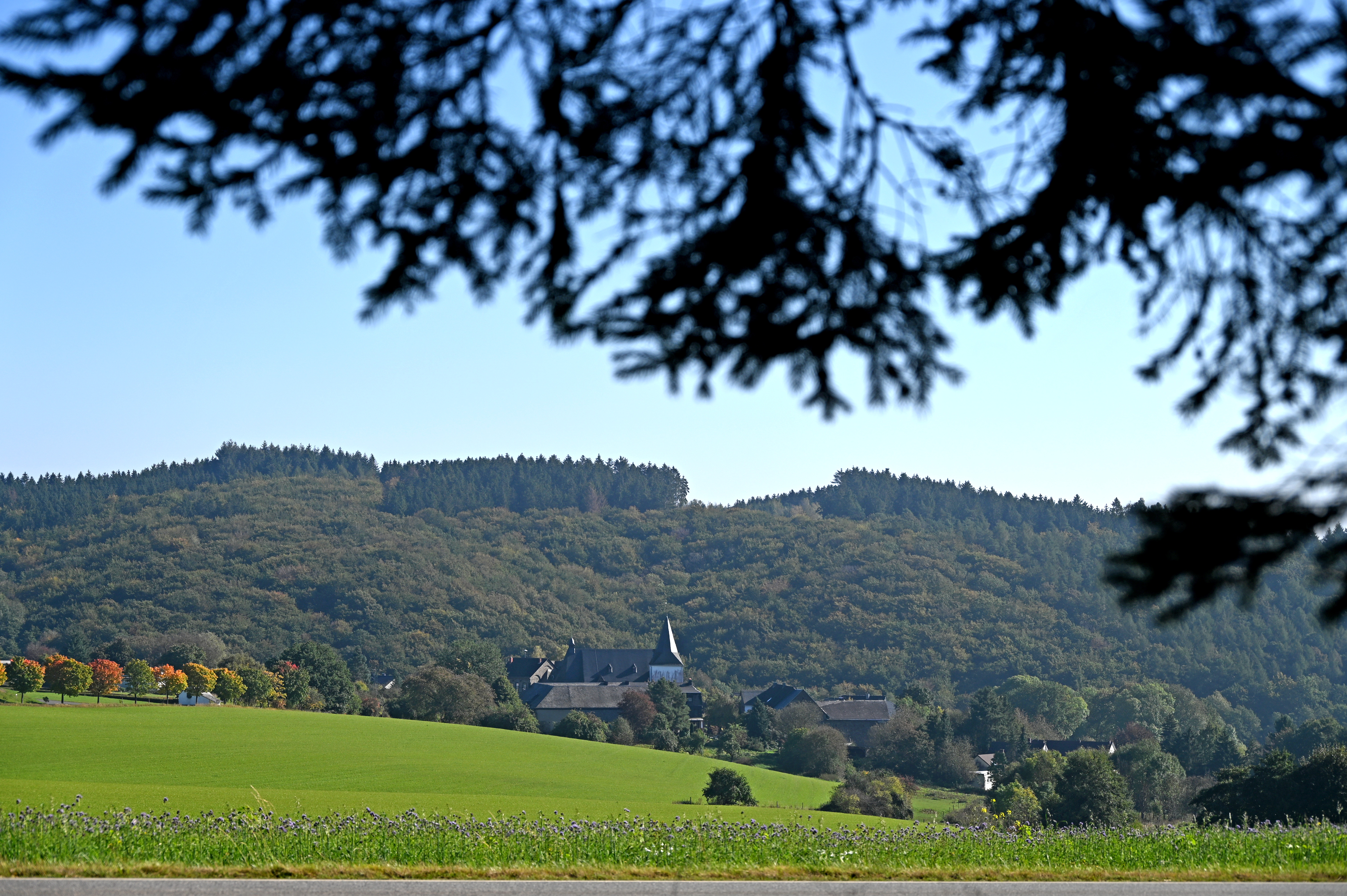
Ueß von Westen

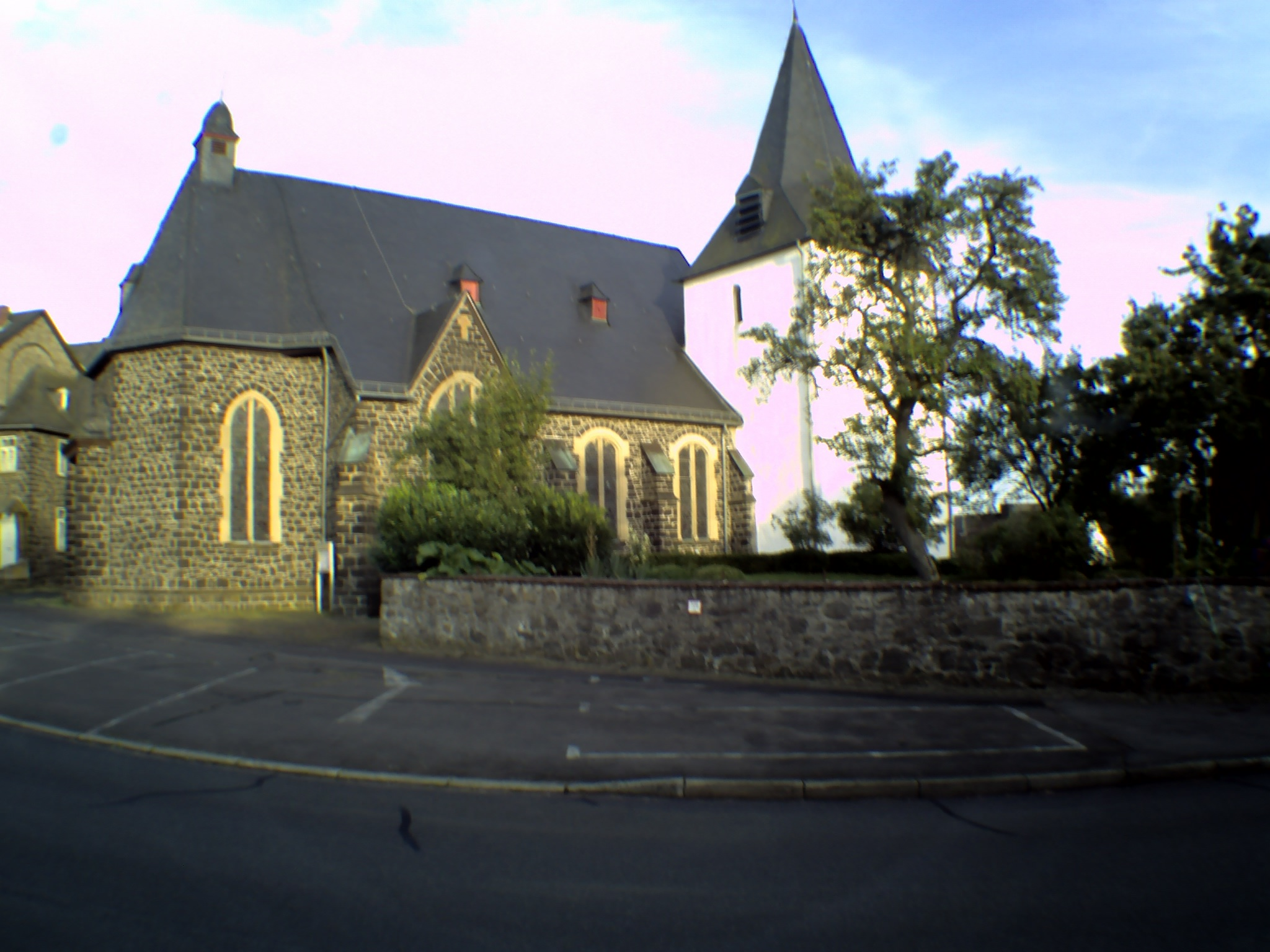
Kirche in Ueß

Das Haufendorf Ueß ist Ortsgemeinde im Landkreis Vulkaneifel in Rheinland-Pfalz und eines der ältesten Dörfer der Verbandsgemeinde Kelberg.

## Geographische Lage
Der Ort liegt im Naturpark Vulkaneifel am Oberlauf des Üßbaches zwischen Mosbruch und Hörschhausen.
Der Teufelsstein von Ueß, eine Lavabombe, befindet sich in einem Waldstück 2 km westlich des Ortes.

## Geschichte
Erstmals urkundlich erwähnt wird der Ort 1250 als „Usse“.
Das Ortsbild wird dominiert von der katholischen Pfarrkirche Sankt Lucia mit romanischen Kirchturm aus dem 11. oder 12. Jahrhundert. Ein römischer Weihestein diente lange Zeit als Altarplatte.
Ueß gehörte bis zum Ende des 18. Jahrhunderts zum Amt Nürburg im Kurfürstentum Köln.
Bevölkerungsentwicklung
Die Entwicklung der Einwohnerzahl, die Werte von 1871 bis 1987 beruhen auf Volkszählungen:
| Jahr | Einwohner |
| 1815 | 37        |
| 1835 | 48        |
| 1871 | 50        |
| 1905 | 75        |
| 1939 | 76        |

| Jahr | Einwohner |
| 1950 | 75        |
| 1961 | 58        |
| 1970 | 64        |
| 1987 | 46        |
| 2005 | 60        |

## Politik

### Bürgermeister
Achim Maas ist Ortsbürgermeister von Ueß.
Die Vorgänger von Maas als Ortsbürgermeister waren Walter Jax, Peter Eich und Alois Lenartz.

### Wappen
Die Wappenbeschreibung lautet: „Unter einem durch Zinnenschnitt von Rot und Silber geteilten Wellenschildhaupt in Schwarz wachsend ein silberner Kirchturm mit goldenem Dach.“